# Vorsorgezusatzversicherung
Eine Vorsorgezusatzversicherung ist eine Spezialform der von privatrechtlich organisierten Krankenversicherungsunternehmen angebotenen Krankenzusatzversicherung, deren Versicherungsleistung sich auf die Erstattung der nicht von der gesetzlichen Krankenversicherung getragenen Kosten für Vorsorgeuntersuchungen beschränkt. Häufige Beispiele für derartige Vorsorgeuntersuchungen sind Brustkrebsfrüherkennung, Hautkrebsvorsorge oder Glaukomvorsorge sowie der so genannte große Gesundheitscheck und spezielle Untersuchungen im Fall einer Schwangerschaft.